# Saint-Martin (Hautes-Pyrénées)
Saint-Martin is een gemeente in het Franse departement Hautes-Pyrénées (regio Occitanie) en telt 354 inwoners (2005). De plaats maakt deel uit van het arrondissement Tarbes.

## Geografie
De oppervlakte van Saint-Martin bedraagt 8,2 km², de bevolkingsdichtheid is 43,2 inwoners per km².

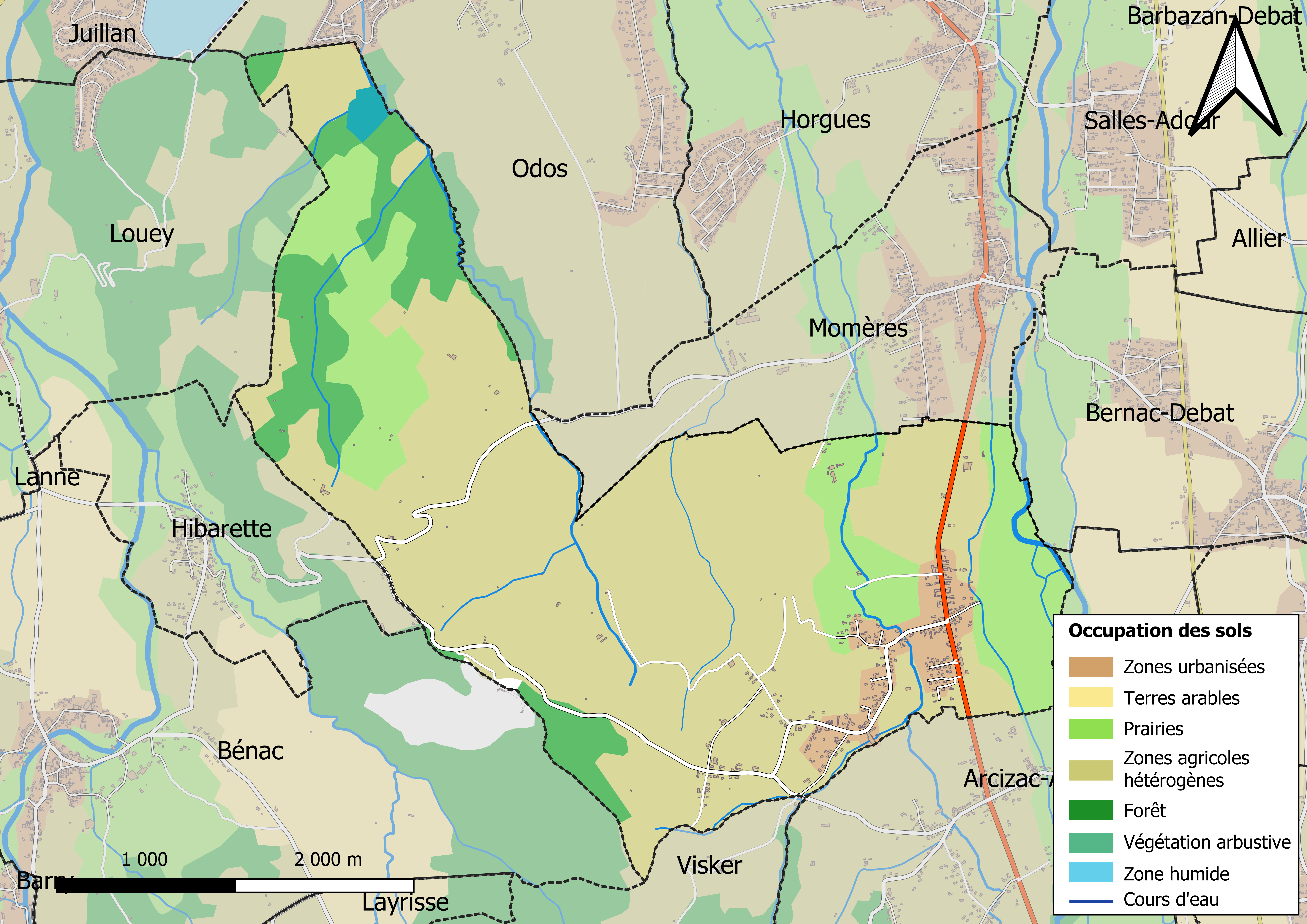
Kaart van de gemeente met belangrijkste infrastructuur, bodemgebruik en omliggende gemeenten

## Demografie
Onderstaande figuur toont het verloop van het inwonertal (bron: INSEE-tellingen).